# Uråsa flygbas
Uråsa flygbas (IATA: -, ICAO: ESFU) är en före detta militär flygbas, cirka 1,5 km sydost om kyrkbyn Uråsa och cirka 23 km söder om Växjö i Kronobergs län.

## Historik
Basen uppfördes i slutet av 1950-talet, enligt Bas 60-systemet. Basen bestod av ett flygfält med tillhörande taxibanor och byggnader, samt ett antal anläggningar utanför själva flygfältsområdet. Flygvapnets interna beteckning för basen var "Fält 88" fram till 1975, då den erhöll beteckningen "27" i serien "FV-flygbasnummer".
Under nästan hela dess historia tillhörde basen Blekinge flygflottilj (F 17) i Ronneby. År 1997 avvecklades den basbataljon som var krigsplacerad på Uråsa, och samtidigt drogs den fasta fredstidspersonalen in. Fram till 2000-talets början underhölls basen ändå, och var då i några år sidobas till Byholma flygbas, och underställd Skånska flygflottiljen (F 10) i Ängelholm. När sedan även basbataljonen på Byholma avvecklades, utgick Uråsa flygbas ur krigsorganisationen. Flygfältet såldes därefter år 2001 till ett civilt företag.

## Flygfältet
Uråsa var i första hand en bas för attack- och spaningsflyg, men var även anpassad för att ta emot jaktflyg. Ett antal räddningshelikoptrar var också krigsplacerade där. Huvudbanan har måtten 2260 x 30 meter och betecknades "16/34", detta efter banriktningen i 10-tal grader. I båda ändar av huvudbanan fanns främre klargöringsområden, "Framom", platser för tankning och laddning av jaktflygplan. Hela basområdet sköttes av ett par fast anställda befäl och ett antal värnpliktiga, den så kallade "bastroppen". De värnpliktiga hade sin förläggning i en mindre byggnad inne på själva flygfältsområdet, som också inrymde bastroppchefens kontor. 
Förutom sin militära funktion var Uråsa även Växjöregionens civila flygfält fram till år 1975, då Växjö flygplats öppnade utanför Öjaby. En hangar som tillhört Linjeflyg, och senare använts som verkstad och garage till bastroppens fordon, står fortfarande kvar nära huvudbanan.

## Yttre installationer
Utöver själva flygfältsområdet bestod Uråsabasen av en mängd yttre anläggningar inom ungefär en mils radie. Mest synligt för allmänheten var det så kallade "bakre klargöringsområdet" med en lång rad klargöringsplatser för flygplan längs med nuvarande riksväg 27: Söder om infarten till flygplatsområdet fanns "Spaningsbakom", och norr därom "Attackbakom". Söder om samhället Väckelsång, utmed samma väg, låg "Uom" - Underhållsområdet. Även här fanns ett antal uppställningsplatser för flygplanen, och tre mindre hangarer. Flertalet flygplansplatser i Uom är numera upprivna och igenväxta, och två av hangarerna är demonterade och bortfraktade. Ganska nära riksväg 27 fanns ett antal bränsledepåer, som också har blivit borttagna. Kommandocentralen, "KC", låg i en underjordisk bunker söder om Uråsa by. Någon utbyggnad till Bas 90-systemet skedde aldrig, även om noggranna förstudier gjordes.

## Flygfältet idag
Flygfältet ägs numera av Träfrakt Götaland AB, som hyr ut det i huvudsak till DRIVE GROUP VXO AB som bedriver test- och utveckling inom bilindustrin, motorsport, förarutbildning samt trafikövningsplats för bil och MC samt halkbana.